# Јавни превоз у Бостону
| МБТА                | |
|                     | |
| Врста компаније:    | Јавно-комунално предузеће |
| Основана:           | 1964. |
| Седиште компаније:  | Бостон, САД |
| Директор:           | Ден Грабаускас |
| Индустрија:         | Градски и приградски превоз |
| Укупан број линија: | 12 приградских железничких линија, 5 линија лаког метроа, 4 линије метроа, 3 линије тролејбуса, 4 бродске линије, 183 аутобуске линије |
|                     | |

Јавно предузеће које је одговорно за градски и приградски превоз у Бостону се назива Масачусетс Беј Транспортејшн Ауторити, скраћено МБТА (на енглеском језику Massachusetts Bay Transportation Authority (MBTA). У свакодневном говору локално становништво, предузеће и градски превоз једноставно називају Ти (енглеско Т), које потиче од логотипа које предузеће користи, а то је слово Т у кругу. Предузеће припада држави Масачусетс и финансира се из државног (Масачусетс) и федералног (САД) буџета. Данашње предузеће је основано 1964. године, када је заменило тадашње предузеће МТА – Масачусетс Транспортејшн Ауторити. Према статистикама предузећа за 2006. годину, дневни број корисника градског превоза је износио 1,1 милиона, од којих 598.200 је дневних корисника метроа. Ово уједно чини и бостонски метро систем четврти по коришћености (број путника на једну миљу) у САД. Зелена линија МБТА система је најпосећенија линија лаког метроа у САД, са 235.300 путника који је свакодневно користе. МБТА такође има своју независну полицију, која сарађује са регуларном градском полицијом.

## Метро линије
Метро у Бостону се састоји од следећих линија:
- Црвене, наранџасте, зелене и плаве линије.

Све четири бојом означене линије (плава, црвена, наранџаста и зелена) се пресецају у центру града на различитим местима. Црвена линија се грана на две подлиније ка југу, Ашмонт и Брејнтри, назване по својим крајњим станиама. Зелена линија се грана на четири подлиније:
- Б (линија која иде ја западу, ка Бостон колеџу),
- Ц (линија која иде ка Кливленд Кругу),
- Д (линија ка Риверсајду), и
- Е линија.

Боје метроа су одређене 1965. године. Наранџаста линија је добила име по улици која се некада звала Наранџаста улица, а сада Вашингтон улица. Зелена линија носи назив по Емералдовој огрлици (назив градског парка). Плава линија је добила име по боји океана, јер један део пруге иде по дну Атлантског океана. Црвена линија је добила назив по званичној боји Харвард универзитета, јер је данашња Харвард станица на црвеној линији некада била последња станица, док се метро није проширио. Један сегмент Зелене линије испод Парк улице је пуштен у рад 1897. године и тиме је Зелена линија и прва подзмена метро линија у САД-у. Делови црвене, плаве и наранџасте линије у самом центру града датирају још од 1912. године.

### Зелена линија
Зелена линија МБТА система је тзв. лаки метро. Зелена линија и остале линије које се касније гранају из зелене линије су најстарије у Бостону. Зелена линија се након изласка из самог града Бостона грана на четири зелене линије и опслужује приградска насеља:
- Зелена Б линија
- Зелена Ц линија
- Зелена Д линија
- Зелена Е линија

Зелена линија и све њене гране дневно превезу 235,300 путника дневно. Тиме чини зелену линију најкоришћенију линију лаког метроа у САД. Разлог што су линије које се гранају зелене линије надземне је тај што су то шине и већ испројектоване путање некадашњих трамваја које су опслуживале овај део Бостона још 1856. године. При уласку у град Бостон, све гране зелене линије се спајају и возови тада улазе у подземне тунеле. Ови подземни тунели који служе зеленој линији су најстарији метро тунели у Северној Америци и пуштани су у саобраћај у етапама, између 1. септембра 1897. и 3. септембра 1898. године.
Како су Зелена линија и све њене подлиније најстарије у целом систему, оне као такве нису 100% прилагођене људима са физичким хендикепом. Највећи проблем представљају различити модели возова и трамваја који се користе. Ова различитост модела вагона доводи до тога да је платформа за стајање и чекање воза на истом нивоу једног модела, док је потпуно друге висине наспрам другог модела. Та разлика у висини платформе и вагона представља препреку људима, на пример, у инвалидским колицима. Многе реновације и стандардизација висине платформе су допринеле до тога да је скоро пола Зелене линије погодна за људе са хендикепом, али није ни приближно усклађена као црвена, плава и наранџаста линија. Тамо где је немогуће подигнути платформе, додавањем нових слојева бетона, постоје ручни лифтови, у који се стави путник у колицима, и притиском на дугме, платформа лифта се подигне до висине на којој је и сам вагон. Међутим ово није најпопуларније решење, јер за то возач мора да изађе из вагона, да помогне путнику да стане на лифт, да подигне платформу лифта, и да помери лифт од вагона како га не би ударио при напуштању станице. То неретко може да потраје и до 10 минута, за разлику од, на пример, црвене линије, где путник у колицима уђе право са платформе у вагон, као и остали путници који могу да ходају.

#### Зелена Б линија
| Станица                  | Локација                                | Аутобуси који стају уз станице |
| ------------------------ | --------------------------------------- | ------------------------------ |
| Блендфорд                | Комонвелт Авенија и Шерборн улица       |                                |
| Бостон Универзитет       | Комонвелт Авенија и Гренби улица        |                                |
| Бостон Универзитет       | Комонвелт Авенија и Марш Чапел          |                                |
| Бостон Универзитет       | Комонвелт Авенија и Армори улица        |                                |
| Ст. Паул Стрит           | Комонвелт Авенија и Бјуик Улица         | Бус: 57                        |
| Плезент улица            | Комонвелт Авенија и Плезент улица       |                                |
| Бабкок улица             | Комонвелт Авенија и Бабкок улица        |                                |
| Пакардов корнер          | Пакардов корнер и Брајтон Авенија       |                                |
| Харвард Авенија          | Комонвелт Авенија и Харвард Авенија     | Бус: 66                        |
| Григс улица/Лонг Авенија | Комонвелт Авенија и Григс улица         |                                |
| Алстон улица             | Комонвелт Авенија и Алстон улица        |                                |
| Варен улица              | Комонвелт Авенија и Варен улица         |                                |
| Вашингтон улица          | Комонвелт Авенија и Вашингтон улица     | Бус: 65                        |
| Судерленд Роуд           | Комонвелт Авенија и Судерленд Роуд      |                                |
| Чисвик Роуд              | Комонвелт Авенија и Чисвик Роуд         |                                |
| Честнат Хил Авенија      | Комонвелт Авенија и Честнут Хил Авенија |                                |
| Соут Улица               | Комонвелт Авенија и Соут улица          |                                |
| Бостон колеџ             | Комонвелт Авенија и Лејк улица          |                                |

#### Зелена Ц линија
| Станица         | Локација                            | Аутобуси који стају уз метро станице |
| --------------- | ----------------------------------- | ------------------------------------ |
| Ст. Мерис улица | Бикон и Ст. Мерис улице             |                                      |
| Хоус улица      | Бикон и Хоус улице                  |                                      |
| Кент улица      | Бикон и Паул улице                  |                                      |
| Ст. Паул        | Бикон и Ст. Паул улице              |                                      |
| Кулиџ корнер    | Бикон и Харвард улице               | Бус: 66                              |
| Сумит Авенија   | Комонвелт и сумит авеније           |                                      |
| Брендон Хол     | Бикон улица преко пута Брендон хале |                                      |
| Фербанкс        | Бикн улица и Фербанкс авенија       |                                      |
| Вашингтон сквер | Бикон и Вашингтон улице             | Бус: 65                              |
| Тапан улица     | Бикон и Тапан улице                 |                                      |
| Дин роуд        | Бикон и Дин улице                   |                                      |
| Иглвуд          | Бикон улица и Иглвуд авенија        |                                      |
| Кливленд круг   | Бикон улица и Честнат Хил Авенија   | Бус: 51, 86                          |

### Црвена линија
Црвена линија је једна од четири бојом обележене линије бостонског метроа. Црвена линија је и најкоришћенија линија по броју путника које превози дневно. Један воз црвене линије обично броји до 30 вагона, док остале три линије немају више од 20 вагона, јер је црвена линија најдужа и притом превози највећи број путника.
Две станице на црвеној линији (Харвард и Соут Стејшен станице)имају наочиглед анимиране рекламе. Када воз крене са станице и уђе у подземни тунел, путници могу да виде рекламе на зиду тунела које изгледају као да су анимиране. Међутим ТВ дисплеји су постављени на зидове тунела са статичним сликама, али у малко различитим позама. Тако да када воз брзо пролази поред ТВ екрана, путницима у возу се чини као да се слике покрећу и дају ефекат да су анимиране.
Црвена линија се такође може видети неколико пута у филмовима Добри Вил Хантинг (Бен Афлек, Мет Дејмон) и Двострука игра (Леонардо Дикаприо, Мет Дејмон). Неколико ликова у филму Двострука игра се налазе у једном од вагона воза црвене линије и разговарају у тунелу близу Парк улице. У стварности сви сегменти црвене линије који су подземни, укључујући и део око Парк улице, немају доступне сигнале за рад мобилних телефона.
У роману У планинама лудила Х. Ф. Лавкрафта, објављеном 1936. године, главни лик покушава да побегне од неименованог злог лика који га јури. Да би мисли одвратио од невоље, док трчи кроз пећину, он набраја све станице Црвене линије у редоследу које и јесу у стварности.
| Станица          | Аутобуси уз метро станице                                      | Станица пуштена у саобраћај |
| ---------------- | -------------------------------------------------------------- | --------------------------- |
| Алевајф          | 30. март, 1985.                                                |                             |
| Дејвис сквер     | Бус: 87, 88, 90, 94, 96                                        | 8. децембар, 1984.          |
| Портер           | Бус: 77, 77A, 83, 96                                           | 8. децембар, 1984.          |
| Харвард          | Бус: 1, 66, 68, 69, 71, 72, 73, 74, 75, 77, 78, 86, 96         | 6. септембар, 1983.         |
| Централ          | Бус: 1, 47, 64, 70, 70A, 83, 91, CT1                           | 23. март, 1912.             |
| Кендал-МИТ       | Бус: 64, 68, 85, CT2                                           | 23. март, 1912.             |
| Чарлс            |                                                                | 27. фебруар, 1932.          |
| Парк стрит       | Бус: 43, 55                                                    | 23. март, 1912.             |
| Даунтаун Кросинг | Бус: 7, 11, SL Wash, 92, 93, 448, 449, 459, 500, 501, 504, 505 | 4. април, 1915.             |
| Саут Стејшн      | Бус: 6, 7, 441, 441W, 448, 442, 442W, 449, 455, 455W, 459      | 3. децембар, 1916.          |
| Бродвеј          | Бус: 3, 4, 6, 9, 11, 47                                        | 15. децембар, 1917.         |
| Андру            | Бус: 5, 10, 16, 17, 18, CT3                                    | 29. јун, 1918.              |
| ЏФК              | Бус: 8, 16, 41, 275                                            | 5. новембар, 1927.          |

- Ашмонт грана главне линије

| Станица      | Аутобуси који стају уз ове метро станице       | Станица пуштена у саобраћај |
| ------------ | ---------------------------------------------- | --------------------------- |
| Савин хил    | Бус: 18                                        | 5. новембар, 1927.          |
| Филдс корнер | Бус: 15, 17, 18, 19, 210                       | 5. новембар, 1927.          |
| Шомут        |                                                | 1. септембар, 1928.         |
| Ашмонт       | Бус: 18, 21, 22, 23, 24, 26, 27, 215, 217, 240 | 1. септембар, 1928.         |

- Брејнтри грана црвене линије

| Станица       | Аутобуси који стају уз метро станице                                      | Станица пуштена у саобраћај |
| ------------- | ------------------------------------------------------------------------- | --------------------------- |
| Норт Квинси   | Бус: 211, 217                                                             | 1. септембар, 1971.         |
| Воластон      | Бус:                                                                      | 1. септембар, 1971.         |
| Квинси Центар | Бус: 210, 211, 212, 214, 215, 216, 220, 221, 222, 225, 230, 236, 238, 245 | 1. септембар, 1971.         |
| Квинси Адамс  | Бус: 238                                                                  | 10. септембар, 1983.        |
| Брејнтри      | Бус: 230, 236                                                             | 22. март, 1980.             |

### Наранџаста линија
Наранџаста линија је једна од четири метро линије у Бостону и део МБТА система. Протеже се од Форест Хилса, општине Џамејка Плејн на југу Бостона, до Оук Гров станице, града Малден, који се налази северно од Бостона. Наранџаста линија има укупно 19 станица, које су потпуно прилагођене људима са физичким хендикепом. Наранџаста линија пресеца
- црвену у Даутаун Кросинг станици,
- плаву линију у Стејт станици, и
- зелену линију у Хејмаркет и Норд станицама. У станици Бек Беј и Норд Стејшн, пресеца Амтрак железницу, путем које путници могу да путују на север ка Њу Хемпширу, Мејн и Канади, и на југ, ка Роуд Ајланду и Њујорку.

| Станица                   | Време до Даунтаун Кросинг станице (мин) и аутобуске станице уз метро                        | Станица пуштена у саобраћај |
| ------------------------- | ------------------------------------------------------------------------------------------- | --------------------------- |
| Оук Гров                  | 15 Бус: 131, 132, 136, 137                                                                  | 20. март, 1977.             |
| Малден Центар             | 13 Бус: 97, 99, 101, 104, 105, 106, 108, 131, 132, 136, 137, 411, 430                       | 27. децембар, 1975.         |
| Велингтон                 | 10 Бус: 90, 97, 99, 100, 106, 108, 110, 112, 134                                            | 6. септембар, 1975.         |
| Суливан сквер             | 7 Бус: 86, 89, 90, 91, 92, 93, 95, 101, 104, 105, 109                                       | 7. априла, 1975.            |
| Комјунити колеџ           | 5                                                                                           | 7. априла, 1975.            |
| Норд стејшн               | 3 Бус: 4                                                                                    | 7. априла, 1975.            |
| Хејмаркет                 | 2 Бус: 6, 92, 93, 111, 325, 326, 352, 354, 355, 441, 448, 442, 449, 424, 450, 456, 426, 455 | 30. новембар, 1908.         |
| Стејт                     | 1 Бус: 92, 93, 14                                                                           | 30. новембар, 1908.         |
| Даунтаун Кросинг          | 0 Бус: 7, 11, SL Wash, 92, 93, 448, 449, 459, 500, 501, 504, 505                            | 30. новембар, 1908.         |
| Кинеска четврт            | 2 Бус: 6                                                                                    | 30. новембар, 1908.         |
| Њу Ингланд Медикал Центар | 3 Бус: 6, 11, 43, SL Wash                                                                   | 4. мај, 1987.               |
| Бек Беј                   | 6 Бус: 10                                                                                   | 4. мај, 1987.               |
| Масачусетс авенија        | 8 Бус: 1, CT1                                                                               | 4. мај, 1987.               |
| Рагулс                    | 9 Бус: 8, 15, 19, 22, 23, 28, 42, 43, 44, 47, CT2, CT3                                      | 4. мај, 1987.               |
| Роксбури Кросинг          | 10 Бус: 22, 66                                                                              | 4. мај, 1987.               |
| Џексон сквер              | 12 Бус: 22, 29, 41, 44, 48, 66                                                              | 4. мај, 1987.               |
| Стони брук                | 14 Бус: 48                                                                                  | 4. мај, 1987.               |
| Грин стрит                | 16Бус: 48                                                                                   | 4. мај, 1987.               |
| Форест хилс               | 18 Бус: 16, 21, 30, 31, 32, 34, 34E, 35, 36, 37, 38, 39, 40, 42, 50                         | 4. мај, 1987.               |

### Плава линија
Плава линија МБТА система је једна од четири метро линије. Плава линија иде уз саму обалу Атлантског океана, и један део траке иде и испод океанског дна, те је зато и линија добила назив по боји океана. Плава линија је најкраћа од све четири линије, али је и једна од најкоришћенијих имајући у виду да служи као брзо превозно средство до међународног аеродрома - Логан. Имало се у плану да се плава линија продужи ка северу, и земљиште је за тај пројекат и откупљен, али услед новонасталих финансијских проблема и великог дуга које МБТА дугује, тренутно се одустало од тог пројекта. Средином деведесетих година двадесетог века велика средства су уложена у плаву линију како би се све станице реновирале, и како би постале способне да примепутнике са физичким хендикепом. Међутим, три станице су до данас остале недоступне путницима са специјалним потребама - Маверик, Говернмент Центер, Боудин. Реновирања и адаптације су у плану за лето 2008. године.
Плава линија МБТА система је била део наслова популарног филма Следећа станица: Вондерленд. Радња филма је смештена у Бостону, и главни ликови су у филму често силази на станици Вондерленд плаве линије.
| Станица       | Аутобуси који стају уз метро станицу                                      | Станица пуштена у саобраћај |
| ------------- | ------------------------------------------------------------------------- | --------------------------- |
| Вондерленд    | Бус: 110, 114, 116, 117, 411, 441, 448, 442, 449, 424, 450, 456, 455, 459 | 19. јануар, 1954.           |
| Ревери Бич    | Бус: 110, 117, 411                                                        | 19. јануар, 1954.           |
| Бичмонт       | Бус: 119                                                                  | 19. јануар, 1954.           |
| Суфолк Даунс  | Бус:                                                                      | 21. април1952.              |
| Оријент хајтс | Бус: 120                                                                  | 5. јануар, 1952.            |
| Вуд ајленд    | Бус: 112, 120, 121                                                        | 5. јануар], 1952.           |
| Аеродром      | Бус:                                                                      | 3. јун, 2004.               |
| Маверик       | Бус: 114, 116, 117, 120, 121                                              | 18. април, 1924.            |
| Акваријум     | Бус: 6                                                                    | 5. април, 1906.             |
| Стејт         | Бус: :92, 93, 14                                                          | 30. децембар, 1904.         |
| Говернмент    |                                                                           | 18. март, 1916.             |
| Боудин        |                                                                           | 8. март, 1916.              |

## Сребрна линија
Сребрна линија је линија коју опслужују аутобуси користећи тунеле испод земље. Линија се састоји од два неповезана сегмента - један сегмент опслужује деоницу од трга Дадли у општини роксбури до центра града, док други сегмент обухвата део од Саут Енда до аеродрома Логан у источном Бостону.
Планови да се ова линија додатно разгради постоје, али је до сада завршена само Фаза 1, и делимично Фаза 2 од укупно три фазе. Конектор, који ће да споји ова два сегмента, је планиран за изградњу 2013. године.
Први сегмент коју опслужује сребрна линија, се назива по почетној улици - Вашингтон. Једна вожња уколико се плаћа Чарли картицом износи 1,25 долара, а уколико се плаћа Чарли картом износи 1,50 долара (за детаљније информације о начину плаћања погледајте сегмент о Чарли картици у овом чланку). Путници сребрне линије на одређеним станицама могу да се пребаце на линије метроа - црвену, зелену и наранџасту - са додатним плаћањем од 45 цента, коришћењем Чарли картице, односно 50 цента преко Чарли карте (2008).
| Станица                      | Конекција са осталим видом транспорта                                |
| ---------------------------- | -------------------------------------------------------------------- |
| Трг Дадли                    |                                                                      |
| Булевар Мелна Кас            |                                                                      |
| Ленокс улица                 |                                                                      |
| Масачусетс авенија           |                                                                      |
| Трг Вустер                   |                                                                      |
| Њутон улица улица            |                                                                      |
| Јунион Парк улица            |                                                                      |
| Ист Беркли улица             |                                                                      |
| Хералд улица                 |                                                                      |
| Медицински центар Њу Ингланд | Наранџаста линија                                                    |
| Кинески град                 | Наранџаста линија - само за аутобусе који иду ка северном делу града |
| Бојлстон улица               | Зелена линија - само за аутобусе који иду ка јужном делу града       |
| Даунтаун кросинг             | Црвена, наранџаста и зелена линија                                   |

За разлику од Вашингтон сегмента сребрне линије, једна вожња на овом сегменту кошта 1,70 долара ако се плаћа Чарли картицом, односно 2,00 долара Чарли картом.
| Станица                                   | Конекција са осталим видом транспорта                                          |
| ----------------------------------------- | ------------------------------------------------------------------------------ |
| Саут стејшн                               | Црвена линија, железница                                                       |
| Кортхаус                                  |                                                                                |
| Светски трговински центар                 |                                                                                |
| Силвер лајн веј                           | На овој станици аутобуси се гасе и пребацују на електрични погон уместо дизела |
| Аеродром Логан Терминал А                 |                                                                                |
| Аеродром Логан Терминал Б - југ           |                                                                                |
| Аеродром Логан Терминал Б - север         |                                                                                |
| Аеродром Логан Терминал Ц                 |                                                                                |
| Аеродром Логан Терминал Е                 |                                                                                |
| Северна авенија и улица Харбор            |                                                                                |
| Северна авенија и улица Тајд              |                                                                                |
| 25 Драј док авенија                       |                                                                                |
| 88 Блек Фалкон авенија                    | Бродске линије                                                                 |
| Блек Фалкон авенија и Дизајн центар плејс |                                                                                |
| Драј док авенија и Дизајн центар плејс    |                                                                                |
| Самер улица и Паур хаус улица             |                                                                                |
| Ист фирст улица и М улица                 |                                                                                |
| Сити поинт                                |                                                                                |

|

## Бродске линије
МБТА такође има 3 сталне лучне линије, и једну која ради само током лета када има више путника.
- Ф1 плови од Роус Варф, луке у самом центру Бостона до Хингама
- Ф2 плови од Лонг Варфа, такође у центру града, до Логана, бостонског међународног аеродрома
- Ф4 плови од Лонг Варфа до приградског насеља Чарлстона.
- Ф2Х је сезонска линија, која иде упоредо са Ф2 преко лета до аеродрома и назад до Бостона.

## Железница
МБТА поред градског и приградског превоза има и железницу која повезује Бостон са удаљеним градовама у држави Масачусетс и повезује железницу Масачусетса са осталим железничким компанијама које опслужују државе северно и јужно од Масачусетса. Железница има 12 линија, од којих се три гранају на више подлинија. Све ове линије се по неколико пута пресецају са линијама градског метроа, и тиме знатно олакшавају кретање из Бостона до даљих дестинација. Осам од 12 железничких линија долазе у Бостон са југа и запада у Соут Станицу, и четири од тих линија пролазе и кроз Бек Беј станицу која је у самом центру рада. Бек Беј станица је на Наранџастој линији, док је Соут станица на Црвеној линији. Остале 4 од укупно 12 станица долазе у Бостон са севера у Норт станицу. Тренутно се ради на пројектима да се ове две железничке станице, Норт и Соут, повежу, тако да ако путници желе да иду са севера на југ државе могу да заобиђу градски саобраћај, већ само преседну са једног на други воз (како већ не постоји директни воз са северноисточног дела САД до Њујорка. Тренутно ако путник долази са севера и иде на југ, он мора изаћи из воза у Норт станици, затим сести у метро Наранџасте линије и путује до Даунтаун Кросинга, где се Црвена и Наранџаста линије пресецају, прећи на црвену линију и том линијом доћи до Соут станице, и сести на воз за југ. Како ово налаже ипак добро познавање Бостона и сналажења по Бостонском метроу, ово представља прави проблем туристима и новопристиглим грађанима, и уопште путницима који желе путовати са севера на југ.
Сви возови железнице у Масачусетсу су љубичасте боје, па локално становништво назива железницу Љубичастом линијом, како би била слична именом осталим бојом одређеним линијама градског система.
Свака од 12 железничких линија су подељене у 9 платних зона (1А, 1 - 8). Путници плаћају карте у зависности кроз које зоне иду. Наравно што је зона даља, цена вожње је виша. Цене могу да се крећу (новембар 2007) од $1,70 до $7,75. Како многи људи живе далеко ван Бостона и користе овај начин свакодневнг путовања на посао, многе фирме и компаније нуде месечна карте са много нижом ценом вожње.

## Аутобуске линије
МБТА опслужује град са 1061 аутобусима на 183 линије. Дневно 368.168 путника користи аутобусе. Преко 90% аутобуса су нископодни са рампама које се притиском на думе извуку испод аутобуса и тиме су потпуно прилагођени путницима у инвалидским колицима и мајкама са дечјим колицима. Циљ МБТА је да до 2012. године сви аутобуски буду нископодни, и тиме МБТА постане 100% прилагођен путницима са посебним потребама. Аутобуси су такође опремљени ГПС системима, тако да на свим раскрсницама и улицама преко разгласа у аутобусу, путници се информишу коју улицу аутобус ускоро прелази. Овим аудио системом, путници који су слепи се информишу и према томе могу да се оријентишу о тренутној позицији аутобуса. Такође овај начин обавештавања помаже и особама који су се тек преселили у Бостон или туристима, који не познају град довољно добро. Велики број аутобуса су такође ‘зелени’, тј. не испуштају штетне гасове већ користе струју.
| Гаража       | Адреса                              | Аутобуске линије | Радно време                                                                          |
| ------------ | ----------------------------------- | --- | ------------------------------------------------------------------------------------ |
| Албани улица | 421 Албани улица, Бостон            | 57, 59, 60, 65, 170, 500, 501, 502, 503, 504, 505, 553, 554, 556, 558, CT1, CT2, CT3 | Превозе путнике искључиво током шпица радних дана. Не раде викендом.                 |
| Арборвеј     | 3600 Вашингтон улица, Џамејка Плејн | 14, 21, 24, 26, 27, 29, 30, 31, 32, 33, 34, 34E, 35, 36, 37, 38, 39†, 40, 41, 42, 48, 50, 51, 52 | Превозе путнике свакод дана у седмици, са другачијем распоредом вожње преко викенда. |
| Кабот        | 275 Дорчестер Авенија, Јужни бостон | 1, 4, 5, 6, 7, 8, 9, 10, 11, 15, 16, 17, 18, 19, 22, 23, 25, 28, 43, 44, 45, 47, 55, 57, 59, 65, 66, 171, 504, 554, 555 | Превозе путнике свакод дана у седмици, са другачијем распоредом вожње преко викенда. |
| Чарлстон     | 21 Арлингтон Авенија, Чарлстон      | 62, 64, 67, 68, 69, 70, 70A, 71, 72, 73, 74, 75, 76, 77, 78, 79, 80, 83, 84, 85, 86, 87, 88, 89, 90, 91, 92, 93, 94, 95, 96, 97, 99, 100, 101, 104, 105, 106, 108, 109, 110, 111, 112, 132, 134, 136, 137, 325, 326, 350, 351, 352, 355, 411, 430, | Превозе путнике свакод дана у седмици, са другачијем распоредом вожње преко викенда. |
| Фелсвеј      | 465 Сејлем Авенија, Медфорд         | 94, 95, 96, 97, 99, 100, 105, 106, 131, 132, 134, 136, 137, 354, 411, 430 | Превозе путнике током шпица преко радних дана, али не превозе преко викенда.         |
| Лин          | 985 Вестерн Авенија, Лин            | 114, 116, 117, 119, 120, 121, 424, 426, 428, 429, 431, 434, 435, 436, 439, 441, 442, 448, 449, 450, 451, 455, 456, 459, 465, 468 | Превозе путнике свакод дана у седмици, са другачијем распоредом вожње преко викенда. |
| Норт Кембриџ | 2375 Масачусетс Авенија, Кембриџ    | 71, 72, 73, 77 | Превозе путнике сваки радни дан и суботом, али не недељом.                           |
| Квинси       | 954 Хенкок улица, Квинси            | 201, 202, 210, 211, 212, 214, 215, 216, 217, 220, 221, 222, 225, 230, 236, 238, 240, 245 | Превозе путнике свакод дана у седмици, са другачијем распоредом вожње преко викенда. |
| Соут Хемптон | 230 Соут Хемптон улица, Бостон      | 32, 39, Сребрна линија | Превозе путнике свакод дана у седмици, са другачијем распоредом вожње преко викенда. |

## Наплата
Најчешћи облик наплате за јавни превоз је путем Чарли картице. Чарли картица је картица величине и дебљине кредитне картице, са микрочипом. Путници могу да добију Чарли картицу преко свог послодавца, у ком случају месечна сума у одређеној вредности се аутоматски скида са плате, и ставља се на картицу, и у том случају цена по једном превозу је јефтинија. Такође путници могу сами купити Чарли картицу, и у аутоматима широм Бостона стављати одређену вредност на картицу. Сваки аутобус има поред возача машину са скенером, и довољно је да путник само пређе картицом преко скенера који очита бар-код, и тиме 'скине' наплату за ту вожњу. Исте машине које читају бар-кодове налазе се и на уласку у метро. Чарли картица је постала универзално средство плаћања 4. децембра 2006. године. Последњи жетон, пре увођења Чарли картице, је продат 6. децембра 2006. године у Говернмент Центер станици.
Чарли картица је добила назив по лику из песме из 70-их, Чарли на МТА. Лик у песми, Чарли, је заувек остао да се вози по подземном метроу у Бостону, јер није имао довољно пара да плати да изађе.
У току су преговори (октобар 2007. године) са локалним ланцима радњи и самопослуга и кафеа који се налазе у близини метро и бус станица, како би Чарли картице могле да се користе и као кредитне картице, у одређеној вредности и на специфичним локацијама.
Поред Чарли картице, могуће је платити превоз и са Чарли картом, која је папирна, са магнетном траком на једној страни. Ова карта је исте величине као и Чарли картица, која је пластична. Машине које читају бар-кодове су компатибилне за обе Чарли карте и картице. Чарли карте најчешће користе туристи, јер могу да се купе у одређеној вредности на одређени број дана. На пример, једна од опција је та да се ЧАрли карта може купити по цени од $9, за неограничени број вожњи у току од два дана (новембар 2007. године). Постоје више опција са различитим вредностима и бројем дана.
МБТА у намери да промовише употребу Чарли картице, нуди мале попусте. Тако на пример, регуларна тарифа за аутобус, ако се плати путем кеша или Чарли карте, износи $2,00. Иста вожња уколико сеплати Чарли картицом, кошта $ 1,70.
Поред Бостона, пар градова користе сличну технологију читања карти, како би олакшала, ујединила и стандардизовала платни систем. Тако на пример у Атланти, градски превоз користи Бриз картицу, Вашингтон, Чикаго и Хонгконг користи Октопус картицу, док Сеул, Сингапур и Лондон користе Ојстер картицу.

### Дуговање и повишене тарифе
Од 1988. године МБТА систем је постао транситни систем са највећим степеном проширивања целокупног система у САД. 2000. године држава Масачусетс је ставила годишњи лимит на буџет за МБТА. Услед немогућности да остане у граници буџета, а притом настави са проширивањем мреже, МБТА је упао у велики дуг позајмљивањем. У намери да се дуг смањи, цена једне вожње је повишена 1. јануара 2007. године са $1,25 на $2,00 (уколико се плаћа Чарли картом) и $1,70 (уколико се плаћа Чарли картицом). Локалне градске агенције за развој траже од државе Масачусетс да преузме 2,9 милијарди долара од укупног дуга које МБТА дугује, а који износи 5,1 милијарди америчких долара.

## Паркинг
МБТА је такође власник великог броја паркинг гаража, са тоталним капацитетом од 46.000 аутомобила. Величина паркинг гара зависи од дела града, и гараже мгу да варирају од места за по десетину аутомобила, до гаража са по 2.500 паркинг места. Цене варирају од 2 до 5 америчких долара на дан. Многе станице имају и паркинг места за бицикла.